# Óscar Álvarez
Óscar Álvarez Sanjuán (Barcellona, 9 giugno 1977) è un allenatore di calcio ed ex calciatore spagnolo, di ruolo difensore, tecnico in seconda del Girona B.

## Biografia
È il figlio dell'ex calciatore e allenatore Quique Costas e il fratello di Quique Álvarez, anch'egli calciatore.